# Austrocordulia leonardi
Austrocordulia leonardi là một loài chuồn chuồn ngô thuộc họ Corduliidae. Chúng là loài đặc hữu của Úc.
Môi trường sống tự nhiên của chúng là các con sông. Loài này bị đe dọa do mất môi trường sống.